# Just Keep Walking
Pour l’article homonyme, voir Keep Walking (chanson).
Singles de INXS
Simple Simon
(1980) The Loved One
(1981)
Pistes de INXS
Doctor Learn to Smile
Just Keep Walking est le second single du groupe du groupe de rock australien INXS, sorti en septembre 1980.

## Historique
Unique extrait de l'album éponyme paru la même année, il est le titre qui a lancé la carrière du groupe, qui a déjà trois années d'expérience derrière lui et a déjà enregistré un single (Simple Simon) passé inaperçu à sa sortie, puisqu'il ne se classe qu'à la 38e place du ARIA Charts, hit-parade australien.
Just Keep Walking fait l'objet du premier clip du groupe, tourné à la façon d'une prestation live dans un décor minimaliste : fond blanc et logo INXS au sol.
Le titre connaît une version remixée en 2001 sous le titre I'm So Crazy (en) par le groupe italien Par-T-One (en).

## Classement hebdomadaire
| Classement (1980)             | Meilleure place |
| ----------------------------- | --------------- |
| Australie (Kent Music Report) | 38              |